# توماس كوك

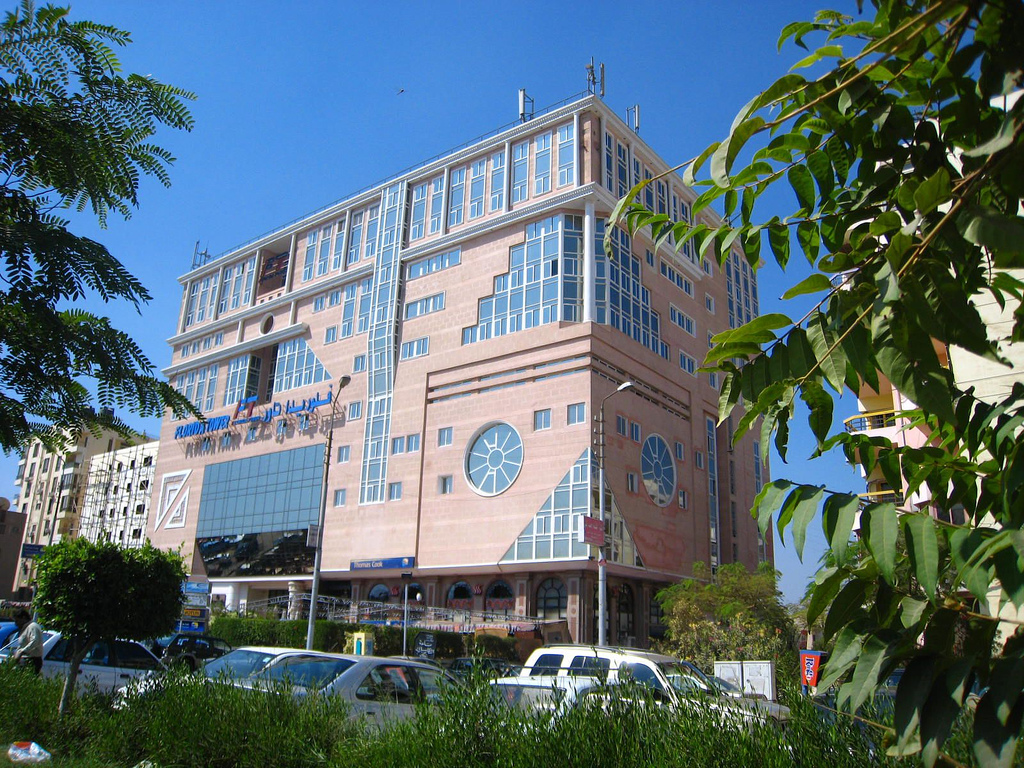
فرع توماس كوك بالقاهرة

توماس كوك (بالإنجليزية: Thomas Cook)‏ (22 نوفمبر 1808 - 18 يوليو 1892) كان رجل أعمال بريطاني ورائداً في السياحة. أسس مكتب السفريات ذي الشهرة العالمية توماس كوك.

## حياته
ولد توماس كوك في ديربيشاير، بـإنجلترا، وترعرع في ظروف فقيرة. دخل المدرسة في سن العاشرة. اشتغل بعدها بائع كتب. أصبح بعدها منصراً بروتستينياً وأحد الـمنادين بالاعتدال في الدين. في 5 يوليو 1841 نظم توماس هو وصديقه ماريو رحلةً بالقطار كان على متنها 570 ناشطاً من ليستر إلى لافبرا. كما نظم أيضاً في وقت لاحق رحلات أخرى بالقطار والسفن البخارية. في عام 1872 نظم رحلةً حول العالم بطول 40,000 كلم، دامت 222 يوماً. كانت أول رحلة برية أوروبية نظمها كوك عام 1855. في 17 مايو 1861 قام كوك بتنظيم رحلة عمل بواسطة القطار، والسفينة إلى باريس. وفي عام 1866 قام بتنظيم رحلة أخرى لأول مرة إلى أمريكا.
قامت شركته بتنظيم رحلة إلى الأقصر في مصر في جولة عبر نهر النيل. عملت شركته عقداً لنقل حملة الجنرال غوردون إلى السودان عام 1884 حيث نقل 11,000 جندياً بريطانياً و7،000 جندي مصري. كانت هذه الشركة السياحية التي أسسها توماس كوك وابنه عام 1871 مملوكةً للعائلة إلى غاية عام 1928.

## روابط خارجية
- توماس كوك على موقع الموسوعة البريطانية (الإنجليزية)